# Яковець Олександр Васильович
Олекса́ндр Васи́льович Якове́ць — український воєначальник, генерал-майор. Начальник інженерних військ — начальник управління інженерних військ Командування Сил підтримки Збройних сил України. Учасник російсько-української війни, що відзначився під час АТО та російського вторгнення в Україну в 2022 році. Командувач Сил підтримки Збройних Сил України (04.03.2024 — 26.04.2024). Голова Адміністрації Державної спеціальної служби транспорту (з 26.04.2024 — по т.ч.).

## Життєпис
У 1993 році закінчив Кам'янець-Подільське вище військово-інженерну командне училище.
З 1993 по 2009 рік Олександр Яковець обіймав такі посади: командира інженерно-саперного взводу, командира роти механізованої дивізії Північного оперативно-територіального командування, командира окремого інженерно-саперного батальйону та начальника інженерної служби дивізії.
З 2009 по 2018 — командир 91-го окремого полку оперативного забезпечення (до 2014 — 91-го інженерного полку).
Під час війни на сході України виконував чимало бойових завдань щодо влаштування мінно-вибухових загороджень першого рубежу оборони. Також під його керівництвом проводилися операції з розмінування місцевості та фортифікаційні обладнання другого рубежу оборони в Донецькій області. Керував створенням керованих вузлів загороджень, ці завдання проводилися під постійним обстрілом російських сил.
У 2018—2020 роках — начальник управління логістики — заступник начальника штабу оперативного командування «Схід».
З 19 лютого 2020 року Яковець був начальником інженерних військ — начальником управління інженерних військ Командування Сил підтримки ЗСУ.
З 4 березня 2024 року — командувач Сил підтримки Збройних Сил України, замінив на цій посаді Дмитра Герегу.
26 квітня 2024 року призначений Головою Адміністрації Державної спеціальної служби транспорту.

## Військові звання
- Старший лейтенант[4]
- Полковник[5]
- Бригадний генерал (6 грудня 2022)[10]
- Генерал-майор (23 серпня 2024)[16]

## Нагороди
- Орден Богдана Хмельницького II ст. (2 листопада 2023) — за особисту мужність, виявлену у захисті державного суверенітету та територіальної цілісності України, самовіддане виконання військового обов'язку[17];
- Орден Богдана Хмельницького III ст. (15 вересня 2015) — за особисту мужність і високий професіоналізм, виявлені у захисті державного суверенітету та територіальної цілісності України, вірність військовій присязі[18];
- Орден «За мужність» III ст. (4 грудня 1996) — за особисту мужність, високий професіоналізм, виявлені у виконанні військового обов'язку[4];
- Орден Данила Галицького (5 грудня 2011) — за значний особистий внесок у зміцнення обороноздатності Української держави, зразкове виконання військового обов'язку, високий професіоналізм та з нагоди 20-ї річниці Збройних Сил України[5].

### Інтерв'ю
- «Інженерна підтримка військ іноді відіграє основну роль для успіху операцій» — бригадний генерал Олександр Яковець // armyinform.com.ua, 24 грудня 2022